# Elytrimitatrix chimalapensis
Elytrimitatrix chimalapensis es una especie de escarabajo longicornio del género Elytrimitatrix, familia Cerambycidae, orden Coleoptera. Fue descrita científicamente por Pérez-Flores & Botero en 2022.

## Descripción
Mide 11,2 milímetros de longitud.

## Distribución
Se distribuye por México.